# Шаљивац (часопис)
Шаљивац  (Шальивацъ) је први хумористички часопис код Срба који је излазио у Београду од 17. октобра 1850. до 5. фебруара 1851.

## Историјат
Шаљивац је први хумористички часопис код Срба. Укупно је изашло 16 бројева. Први број је изашао 17. октобра 1850. године, а последњи 5. фебруара 1851. године. Сваки број је садржао литографисане шаљиве прилоге. Ови илустровани прилози су у ствари биле карикатуре које је цртао сликар и зачетник српске карикатуре Димитрије Аврамовић. На кратко време излажења утицала је државна цензура, али и бесплатно давање часописа. Сарадња Сергија Николића и Димитрија Аврамовића је била изузетна и без ње не би било ни илустрованих прилога.
Идеја оснивања часописа је била да се лист шали, али се испоставило да се лист више жали, односно да се много жали, а мало шали. Тако да је на почетку било да је готово уредник зажалио што је покренуо часопис.

### Периодичност излажења
Излазио је недељно.

### Тематика
Осим литографисаних карикатура као прилог сваком броју у Шаљивцу су неговане штампарске погрешке као афористичка форма. Штампарске погрешке могу и да наружују смисао речи. Али исто тако могу и да обрну смисао садржаја. То је често намерно проузроковано у самом Шаљивцу.
Да би се осигурао од цензуре уредник је тематику часописа базирао на рату са Вуковом реформом језика и писма.
Пратио је појаве у културном животу, политичке догађаје и догађаје из свакодневног живота.
- Литографисани илустровани садржај - карикатуре
- Забавни чланци
- Штампарске погрешке

- Шаљивац, Страшљива храброст, број 10, 1850.
- Шаљивац, Кућевна влада, број 11, страна 43, 1850.
- Шаљивац, Препирка бабе и јунака, број 12, 1850.
- Шаљивац, Зубата без зуба, број 3, страна 12, 1851.

## Галерија
- Шаљивац, илустровани прилог броју 10, 1850.
- Шаљивац, илустровани прилог броју 11, 1850.
- Шаљивац, илустровани прилог броју 12, 1850.
- Шаљивац, илустровани прилог броју 2, 1851.
- Шаљивац, илустровани прилог броју 3, 1851.